# 月面兔兵器米娜
《月面兔兵器米娜》原是日劇《電車男》中所播出的動畫，后由GONZO公司製作。2007年1月13日至3月24日每週六在富士電視台播出，2007年2月5日起也開始在BS富士播出。

## 劇情大綱
佃美奈是現役女子高中生，參加播報員的試鏡而被電視台的體育節目錄取。這是從小就立志要成為播報員的美奈的夢想，因此雖然不擅長不過還是努力要演好「女子高中生」和「播報員」這二種角色。就在美奈開始擔任播報員沒多久就有機會採訪回到日本的職業棒球超級巨星二階堂剛志，不過他被外星球的拉邦星人打算奪取身體的瞬間被美奈碰見了。目擊這一幕而被拉邦星人襲擊的美奈在千鈞一髮之際，被月面兔兵器米娜的大月米娜救助。在混亂中突然出現了的神秘的小寶寶（無名氏），讓美奈也變身為月面兔兵器米娜之一月城米娜。
此後，佃美奈成為了月城米娜，開始逮捕在地球上的犯罪的外星人們，也開始了身為「女子高中生」、「播音員」及「米娜」三重角色的生活。

## 登場角色

### Rabbit force
佃美奈 /月城米娜（配音：井上麻里奈）
本作女主人公，月岛中学高中二年生，讨厌吃胡萝卜，家是一家佃煮店。
因为曾经得到翠的鼓励而十分敬仰她。在Luna电视台招收高中生女播音员时被尾上P看中，在第一次外出访问时遇到外星人入侵而被无名氏任命为月城米娜，过着高中生、播音员和米娜的三重忙碌生活。
虽然作为播音员的资质不怎么样，但在自身的努力，和周围朋友和前辈的帮助，而且在与外星人跟随大月米娜对抗外星人中，心境和技能不断地成长和成熟。在一次被外星人俘获时，察觉到翠怜就是大月米娜。后来在大月米娜被师走米娜暗算报复时，经过内心斗争后，选择暴露自己的米娜身份向师走米娜宣战，得到其他在地球的米娜支持，最终和大月米娜赶走了师走米娜，继续三重身份的生活。
变身蔬菜为胡萝卜。
甲州翠怜/大月米娜（配音：伊藤靜）
《SportLuna》的女主播，美丽成熟和做事稳重而得到电视台内人们的认可，节目人气也十分高涨，对美奈的培训也十分的严格。不过以前也有和美奈一样不成熟的一面。五年前曾经采访过美奈的比赛，帮助并鼓励了美奈，而成为了美奈敬仰的目标。有骑摩托车。
作为隐藏身份的大月米娜，做事十分刚烈粗暴，着装也比较暴露，经常在对抗外星人时破坏到周边的建筑，但由于经常对抗外星人，经验十分丰富，也成为月城米娜所敬仰的人。在米娜的排行榜名列第一，被师走米娜所嫉妒，设计被暴露了米娜的身份，为了避免其他米娜的伤害而选择投降，但在月城米娜的鼓舞下，最终和其赶走了师走米娜。
变身蔬菜为芜菁。
羽蟬奈琉/水無月米娜（配音：花澤香菜）
美奈的后辈，羽蝉宽治的妹妹，但没有血缘关系，月岛中学高中一年生，学校啦啦队成员，兄控，在哥哥被外星人拐走前往拯救时被无名氏任命为水无月米娜。
与母亲分居，后来无名氏告诉她其母亲曾经是上一代水无月米娜，由于生育后失去成为米娜的能力而退役，为了逃避以前打击的外星人而交托其给父亲而外出隐藏。
变身蔬菜为西红柿。
小鳥遊由宇/玉蟲米娜（配音：こじまかずこ）
小学生，天才童星，在人们面前表现十分纯真，但假借要透露美奈的米娜身份作弄过美奈，对外星人十分毒舌和手狠，由于父母长期在外工作所以感到孤单。
变身蔬菜为樱桃。
早苗杜鵑/皐月米娜（配音：中島沙樹）
以偷拍著名人士不轨照片的狗仔队摄影师，操着关西口音，同时喜欢收集退役兵器，甚至为了这个而私自使用米娜的能力而被放逐。在月城米娜对付外星人被无名氏允许暂时使用能力，但仍处于放逐状态而由南葱送来武器。
变身蔬菜为蓝莓。
美南葱/葉月米娜（配音：堀越知惠）
在天妇罗屋“月面”打工的女店员，主要为其他米娜提供后勤支援。变身蔬菜为葱。
白姫味菜子/白鳥米娜（配音：根谷美智子）
天妇罗屋“月面”的老板娘，仍为现役米娜，与月城，水无月，玉虫米娜的上一辈米娜（也就是她们的母亲）过去一起与外星人战斗过。变身蔬菜为白菜。
哈露米娜·戈德堡/霜月米娜（配音：渡邊明乃）
在加利福尼亚州长大的女孩，曾经被如月米娜救下而将视为崇拜对象，问其如何成为米娜后，被骗到日本进行修炼，但经历十分坎坷，甚至为不幸。在快要绝望时被无名氏任命为霜月米娜。虽然被如月骗了，但认为如月仍教会了她作为米娜的精神，整天尊称如月为师傅。
变身蔬菜为玉米。
如月米娜（配音：淺野まゆみ）
在美国活动的米娜，黑人，做事很拉丁式的风格。由于10年前救下哈露米娜，而被其视为崇拜对象并问如何成为米娜，于是随口说出等长大后再说。结果10年后再被长大的哈露米娜请求如何成为米娜，于是又随口说出叫其去日本修炼。
变身蔬菜为花椰菜。
灰原水面/秋山米娜（配音：能登麻美子）
戴着眼镜的神秘女性自由打工者，经常四处打工，并且各种工作技能极为娴熟，而且工作位置经常遇到米娜的战斗。曾经被AD铃木采访并差点被发现米娜的身份，但最终糊弄过去并成功摆脱。曾提及过有一个秘密的将来要实现的野心。
变身蔬菜为莲藕。
西羽菫/師走米娜（配音：川澄綾子）
从米娜母星总部过来的外星人，为母星有权势者的大小姐，掌管米娜母星本队的宇航舰队，以检查官的身份来地球。自称西羽菫假借进行杂志采访为名接近美奈。由于妒忌大月米娜在米娜排行榜位居首位，以其导致大量人类设施损坏为理由并设计暴露了其真实身份，逼使其求和投降。后来被发现诡计后被无名氏揭发，并被地球上的米娜反对，由大月和月城米娜将其击退。后来也表示对其所谓道歉。
变身蔬菜为宇宙番薯。
彌生米娜（配音：南央美）
跟随师走米娜的侍从，面部表情很少，十分忠诚地执行师走米娜所决定的命令。变身蔬菜为紫卷心菜。
無名氏（配音：中田讓治）
月面兔兵器米娜的地球指挥官，外形像一名长有巨大兔耳朵的婴儿，能悬浮于空中。平时在月球基地监视外星人和米娜的情况，需要时瞬移到当事人面前交代事务。

### luna电视台
六栋·艾斯卡拉蒂（配音：中尾衣里）
Luna电视台的新人播音员，十分希望登上美奈的播音员位置而嫉妒美奈的人气，经常作弄美奈，但总是因此遭遇厄运。平时居住在电视台的道具房，过着大小姐般的生活。对待工作也十分认真，心底并不恶。在故事尾也有帮助揭露师走米娜的阴谋。头上有如手般的呆毛，会随感情变化而活动。
桐生大介（配音：東地宏樹）
《Lunasport》的男主播，同样人气很高，以前是橄榄球员，体力很好，也很能吃，除了出乎意料的热血一面外，对女性，特別是翠怜和美奈都十分温柔，喜欢翠怜。
尾上P（配音：中田讓治）
Luna电视台的制作人，带着墨镜的男人，十分明白事理和稳重，对米娜对抗外星人的事件十分注重，一旦发生就立即要求转播。十分看重美奈的表现，认为和以前的翠怜十分相像。以前曾经也是播音员。
加藤D（配音：岩田光央）
身材矮少的热血监督，对工作十分认真严格，对经常迟到的美奈十分恼火，但鉴于美奈所带来的高人气和高收视率而又不能发作太多。
AD鈴木（配音：天田真人）
《Lunasport》的助理主任，负责帮助加藤D安排节目工作和资源调度，十分开朗的性格，会帮助美奈和报告节目的收视率。曾经为了成为监督而调查过秋山米娜的真实身份，差点令美奈和翠怜如坐针毡。
香西播報員（配音：根谷美智子）
另一位播音员，经常在翠怜不在时作为对其的顶替，对翠怜和美奈的播音作风不太满意。加藤D暗恋其。
播音员（配音：能登麻美子）
01、05、11話登场，以本人角色登场播报新闻。

### 其他
羽蝉宽治（配音：齋賀光希）
美奈的青梅竹马，同为月岛中学高中二年生，棒球部的王牌，曾经认为美奈过于重视工作而不理会美奈，后来表明了无忘记以前的约定而和好。而曾被外星人误以为能打出魔球而被拐带过。
吉見純一郎（配音：大須賀純）
美奈和宽治的同级同学，十分喜欢美奈，有为其建立爱好者网站。
餅村朋（配音：德永愛）
美奈的好友，眼鏡娘，十分支持美奈在学习和工作上的努力，食量很大。
佃拓郎（配音：東地宏樹）
美奈的父亲，家经营着老铺佃煮点“悠月”，总是十分担心女儿十分迟钝的性格。
佃三笠（配音：皆口裕子）
美奈的母亲，阎良淑德的家庭主妇，十分放心女儿的情况。
以前也是米娜，和上一代的水無月米娜共同对抗过外星人。
二階堂剛志（配音：桐井大介）
曾经的大联盟赛冠军，曾差点被外星人替换身份冒充，后来被月城和大月米娜打败。在翠怜被辞职和桐生辞职时准备担任Lunasport的新男主播。

## 术语
星际文明不干渉条約
由于地球在宇宙中存在独有的体育娱乐，拥有很多外星人粉丝关注，为了保证不受外星人的恶意干扰，而各外行星签订的协定，并以此建立Rabbit Force等组织进行保护。
Rabbit Force
根据星际文明不干渉条約所建立的监察组织，负责监控和逮捕破坏地球体育运动的外星人，并筛选作为米娜的人类和对米娜进行武器后勤提供。本部位于几十万光年外的米娜母星，地球分部秘密建造在月球背面。对于地球人类来说，Rabbit Force的存在是可知的，但对于米娜的真实身份不一定可知的。
月面兔兵器米娜
作为Rabbit Force在地球上执行监察任务的女性人类，世界各地都有存在，每名米娜都有自己的称呼和独特的能力。通过遗传将能力连同名号继承给女儿，但生育后会失去成为米娜的能力而从组织中退役。
汁实
米娜的变身过程，通过食用属于其个人的变身蔬菜并喊出变身口号，眼睛会变红，身体通过吸收蔬菜的营养物质对身体进行再构造，从而强化身体机能和获得战斗衣着，头有类似兔耳的头饰。位于月球的Rabbit Force基地会将相应的米娜武器通过重力加速投射送到地面装备给米娜，完成变身。
米娜兵器
米娜所使用的兵器，每件专属于一个米娜，形状与所属米娜的蔬菜形状接近一样，可根据使用者要求变形成所需的功能，包括武器或飞行器。在米娜变身时从月球选择出对应武器，通过飞行载具运载，并以重力红移速度绕月加速后投射到地球上。

## 電視動畫

### 工作人員
- 企劃：金田耕司（富士電視台）
- 製作：内田耕一（富士電視台）、古川陽子（波麗佳音）、沖浦泰斗（GDH）
- 製作人：高瀨敦也（富士電視台）／伊藤幸弘（富士電視台）、山本幸治（富士電視台）、福場一義（波麗佳音）、加藤淳（GDH）
- 導演：川口敬一郎
- 系列構成：武上純希
- 系列原案・監修：鶴卷和哉
- 人物設計：OKAMA
- 動畫人物設計：熊膳貴志
- 產品設定：松本秀幸
- 標題·美術印刷設計：星美彌子
- 美術監督：椋本豐
- 色彩設計：梅崎廣子
- 攝影監督：林小次郎
- 3D導演：下山博嗣
- 編集：廣瀨清志
- 音響監督：本山哲
- 音響效果：西村睦弘
- 音樂：山下康介
- 音樂製作人：佐野弘明、藤田純二、鈴木雄一
- 特別感謝：鈴木吉弘（連續劇「電車男」）、若松央樹（連續劇「電車男」）、武内英樹（連續劇「電車男」）、梶田浩司（GONZO）
- 動畫製作人：坂上貴彥
- 動畫製作：GONZO
- 出資製作：月面兔兵器米娜製作委員會（富士電視台、波麗佳音、GDH）

### 主題曲
片頭曲：「Lights, Camera. Action!」
作詞：KOHEI JAPAN，作曲：CUBISMO GRAFICO，主唱：HALCALI
片尾曲：「美麗故事」
作詞、作曲：中田康孝，主唱：井上麻里奈
第10話及第11話插入曲：「ラブリィ♥グローリー」
作詞：豬爪慎一，作曲、編曲：菊池達也，主唱：師走米娜（川澄綾子）

### 各話列表
| 話数 | 日文标题 | 中文标题           | 脚本     | 分镜       | 演出     | 作画監督   |
| ---- | -------- | ------------------ | -------- | ---------- | -------- | ---------- |
| 1    |          | 第一次的汁實       | 武上純希 | 川口敬一郎 | 藤本次朗 | 久嶋浩德   |
| 2    |          | 最喜歡職業摔角     | 武上純希 | 小寺勝之   | 山名隆史 | 青木美穗   |
| 3    |          | 約束的魔球         | 植田浩二 | 川口敬一郎 | 瀨藤健嗣 | 加藤真人   |
| 4    |          | 六棟大爆發         | 猪爪慎一 | 曙龍俱     | 曙龍俱   | 近有希     |
| 5    |          | 米娜吃紅牌？       | 猪爪慎一 | 小寺勝之   | 山岡實   | 高橋典子   |
| 6    |          | 露天溫泉           | 武上純希 | 友永和秀   | 友永和秀 | 古俣太一   |
| EX1  |          | 美麗的哈露米娜     | 武上純希 | 友永和秀   | 博史池畠 | 古俣太一   |
| 7    |          | 翠怜前輩的不倫戀     | 武上純希 | 川口敬一郎 | 藤本次朗 | 高橋典子   |
| 8    |          | 不高興的奈琉       | 武上純希 | 小寺勝之   | 山名隆史 | 青木美穗   |
| 9    |          | 高度一千公里的死鬥 | 猪爪慎一 | 川口敬一郎 | 瀨藤健嗣 | 秋山由樹子 |
| 10   |          | 從宇宙來了喲       | 猪爪慎一 | 川口敬一郎 | 平井義通 | 近有希     |
| 11   |          | 最終播音           | 武上純希 | 川口敬一郎 | 川畑榮郎 | 熊膳貴志   |
| EX2  |          | 秋山米娜的傳說     | 猪爪慎一 | 瀨藤健嗣   | 瀨藤健嗣 | 秋山由樹子 |

### 播放电视台
日本深夜動畫：下文記載的日本国内播放時間使用日本標準時間（UTC+9）表示。因為部分時間标识會採用30小时制，因此請留意这类超过24:00的时间，其實際播放時間為翌日清晨。
| 放送地区   | 播放电视台 | 播放日期                | 播放时间            | 备注 |
| ---------- | ---------- | ----------------------- | ------------------- | ---- |
| 关东广播圈 | 富士电视台 | 2007年1月13日 - 3月24日 | 星期六25:45 - 26:15 |      |
| 日本全域   | BS富士     | 2007年2月5日 - 4月16日  | 星期一24:30 - 24:55 |      |

## 出版書籍

### 相關書籍
官方漫畫選集
2007年6月27日發售、ISBN 978-4-84-023928-8
美術設定集
2007年7月30日發售、ISBN 978-4-84-023924-0

### 漫畫
於《月刊電擊Comic Gao!》2007年2月號至2008年4月號連載。由ナイロン作畫。單行本全2卷。
| 冊數 | MediaWorks    | MediaWorks             |
| 冊數 | 發售日期      | ISBN                   |
| ---- | ------------- | ---------------------- |
| 1    | 2007年8月27日 | ISBN 978-4-84-024013-0 |
| 2    | 2008年4月26日 | ISBN 978-4-04-867050-0 |

## 相關商品

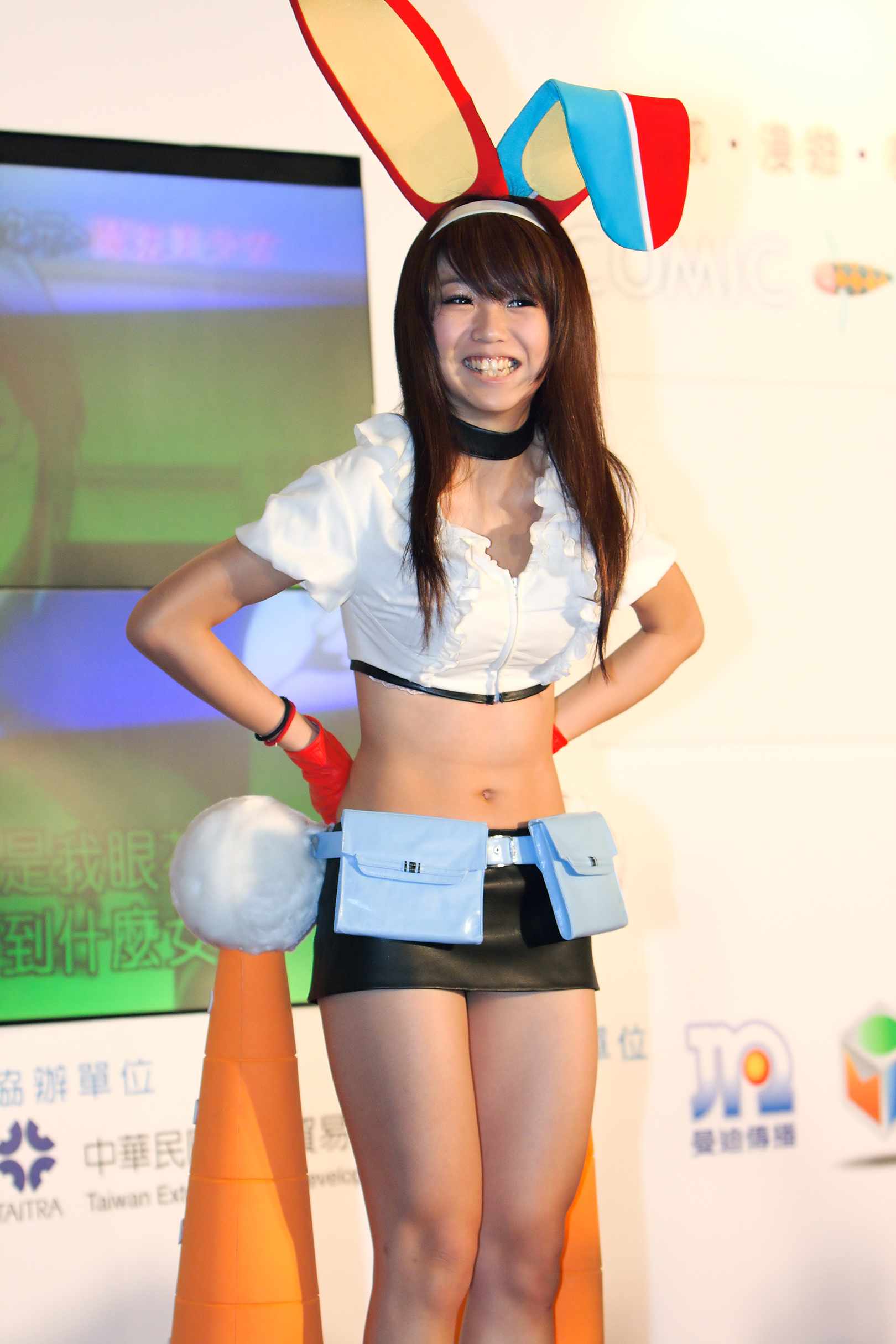
2009年臺北國際書展，郭書瑤cosplay月城米娜

以規劃動畫化為首波，從2005年秋天左右開始實際發售本作品的登場人物的多數商品。

### 遊戲
- 由科樂美數位娛樂為FOMA900i系列手機所製作的冒險遊戲『月面兔兵器米娜』，限日本國內下載。
- 由Idea Factory開發PlayStation 2用遊戲『月面兔兵器米娜 -兩個PROJECT M-』，2007年7月26日發售。

### DVD
- 第1卷於2007年4月6日開始發售，裡面收錄了第1話及第2話。
- 第2卷於5月2日開始發售，裡面收錄了第3話至第5話。
- 第3卷將於6月6日開始發售，裡面收錄了第6話、第7話及番外篇第1話。
- 第4卷將於7月4日開始發售，裡面收錄了第8話至第10話。
- 第5卷將於8月1日開始發售，裡面收錄了第11話及番外篇第2話。

## 相關節目
月面兎兵器米娜 超級魯娜情報局 麻里奈和衣里的『聽見了嗎，大家！？』
音泉從2006年12月18日開始播出的網路電台節目。主持人是為佃美奈配音的井上麻里奈和為六棟エスカルティン配音的中尾衣里。